# Ana María García (La Llobera)
Ana María García, (Posada de Llanes, 1623-?), conocida como "La Llobera", fue una curandera, saludadora y pastora española acusada de bruja.

## Biografía
Ana María García, apodada como "La Llobera", nació en 1623 en Posada de Llanes. Según informan algunas fuentes, fue la séptima hija de siete hermanas. Esto es elemental para ser lobero o lobera, debido a que, al igual que el hombre lobo, el llobero debe de ser el séptimo hijo de siete hermanos para tener ese poder o maldición.
Quedó huérfana a temprana edad, por lo que su infancia y adolescencia fueron una continua sucesión de penalidades. Pasó sus primeros años deambulando entre casas de parientes a los que sirvió como criada. Uno de ellos, Francisco Soga, la violó y la dejó embarazada, momento en el que decidió refugiarse en la villa en casa de una prima de su madre.
Se desconoce si llegó a término con su embarazo. Lo que se sabe gracias al relato del Santo Oficio es que tras su huida a Llanes, se encontró con Catalina González en la aldea de Bricia. Esta anciana tenía conocida fama de bruja, y la amparó como pupila en sus ancestrales conocimientos. Según su propio testimonio ante la Inquisición, la vieja hechicera le enseñó a pactar con el diablo y a tratar con los lobos, aunque no llegó a transmitirle su condición de bruja por propia negativa. Además, afirmó que su trato con los lobos se remontaba a un maleficio paterno, debido a que sus hermanos abandonaron a su padre para que fuera devorado por estos animales.
Tras la muerte de su mentora, comenzó a ser concubina nómada de pastores trashumantes y hacia 1648, con 25 años de edad, se mudó con uno de ellos a Toledo. Una vez allí, su fama llegó a doña María del Cerro, cristiana acérrima, quien la denunció ante el Santo Oficio. Su denuncia incluía sus implicaciones en la guía de una manada de lobos contra su ganado, además del hecho de que estos acudiesen a su llamada.
Entonces, la Inquisición la acusó de manera inmediata de haber sido alumna de una bruja, de haber pactado con el diablo, de haber mantenido relaciones sexuales con pastores y de tratar con siete lobos de diferentes colores (siendo estos en realidad demonios disfrazados). La Iglesia denominaba lobero o lobera a aquel individuo acusado de tener bajo su control a una manada de lobos y usarla en perjuicio de la gente.
Al contrario de lo que solía pasar, no acabó en la hogueray su condena fue ser enviada a un correccional en el que recibió instrucción cristiana durante cuatro meses. Tras su castigo, se sabe que volvió a Asturias, pero posteriormente se le pierde por completo la pista.

## Legado
La historia de La Llobera ha sido estudiada por Julio Caro Baroja, Alberto Álvarez Peña, Miguel I. Arrieta Gallastegui y Juan Luis Rodríguez-Vigil.
En 2022, Guillermo Menéndez Quirós ganó la 14ª edición del Premio Alfonso Iglesias con su cómic "Ana María. La Llobera d'Asturies". El epílogo de esta obra fue escrito por la artista Marta Elola, que también compuso la canción «La llobera».